# Улед-Саид
Улед-Саид или Улад-Саид (араб. أولاد السعيد‎) — город и коммуна в центральной части Алжира, в вилайете Адрар. Входит в состав округа Тимимун.

## Географическое положение

Коммуна Улед-Саид

Город находится в северной части вилайета, на территории одного из оазисов северо-западной Сахары, на расстоянии приблизительно 850 километров к юго-юго-западу (SSW) от столицы страны Алжира. Абсолютная высота — 343 метра над уровнем моря.

Коммуна Улед-Саид граничит с коммунами Ксар-Каддур, Улед-Айса, Тимимун и Тинеркук. Её площадь составляет 650 км².

## Климат
Климат города характеризуется как аридный жаркий (BWh в классификации климатов Кёппена). Осадки в течение года практически отсутствуют (среднегодовое количество — 19 мм). Средняя годовая температура составляет 24,2 °C. Средняя температура самого холодного месяца (января) составляет 11,9 °С, самого жаркого месяца (июля) — 36,6 °С..

## Население
По данным официальной переписи 2008 года численность населения коммуны составляла 8219 человек. Доля мужского населения составляла 49,6 %, женского — соответственно 50,4 %. Уровень грамотности населения составлял 70,8 %. Уровень грамотности среди мужчин составлял 85,1 %, среди женщин — 56,7 %. 4,8 % жителей Улед-Саида имели высшее образование, 12,5 % — среднее образование.